# Alessio Fiore
Alessio Fiore (Taranto, 25 dicembre 1982) è un pallavolista italiano, schiacciatore del Grottaglie.

## Carriera
La carriera di Alessio Fiore inizia nel 1999 nelle giovanili del Volley Pulsano: nella stagione 2000-01 passa in prima squadra con cui disputa il campionato di Serie B1. Nell'annata 2001-02 passa al Team Volley Brindisi, in Serie B2, dove resta per due stagioni, ottenendo anche una promozione in Serie B1. Nella stagione 2003-04 gioca per il Taranto, nuovamente in Serie B2, per poi vestire la maglia del Biella Volley per il campionato 2004-05, in Serie B1.
Nella stagione 2005-06 viene ingaggiato dalla Stilcasa Taviano, in Serie A2, facendo anche il suo esordio tra i professionisti: con il club pugliese vince una Coppa Italia di categoria. Tuttavia nell'annata successiva torna a giocare in Serie B1 per la Pallavolo Squinzano e, sempre nella stessa serie, per l'Atletico Bari.
Nella stagione 2009-10 passa a La Fenice Isernia, in Serie A2, con cui resta per tre annate; nella stagione 2012-13 fa il suo esordio in Serie A1 grazie all'ingaggio da parte dell'Altotevere di San Giustino.
Nel campionato 2013-14 torna in Serie A2 con la maglia dell'Argos di Sora, per poi giocare nella stagione 2015-16 per l'Impavida Ortona e in quella 2016-17 per la Materdomini di Castellana Grotte, a cui è legato per tre annate. Per il campionato 2020-21 si accasa alla Prisma Taranto, con cui conquista la promozione, mentre nella stagione successiva firma per la New Mater, sempre in Serie A2. 
Nella stagione 2022-23 torna a giocare in Serie B per il Grottaglie.

## Palmarès

### Club
- Coppa Italia di Serie A2: 1

2005-06